# Ramon Coma i Casellas
Ramon Coma i Casellas (Puig-reig, Berguedà, 22 de novembre de 1934) és un polític català.

## Biografia
Titulat com a perit mercantil, ha treballat com a gerent en una empresa del sector agropecuari. Ha estat vicepresident de la Coral Polifònica de Puig-reig.
Afiliat a CDC des de 1980, a les eleccions municipals de 1979 fou escollit alcalde de Puig-reig a les llistes de Convergència i Unió fins a 1983. A les eleccions al Parlament de Catalunya de 1984 i 1988 fou elegit diputat pel mateix partit. Ha estat membre de la Comissió d'Agricultura, Ramaderia i Pesca (1984-1992), de la Comissió de Política Territorial (1984-1988), de la Comissió d'Economia, Finances i Pressupost (1988-1992) i de la Comissió de Seguiment de Catalunya-CEE (1988-1992). De 1988 a 1992 ha estat assessor del Departament d'Agricultura, Ramaderia i Pesca de la Generalitat de Catalunya sent conseller Josep Miró i Ardèvol.
A les eleccions municipals de 1991 fou escollit novament alcalde de Puig-reig, càrrec que va ocupar fins a les eleccions de 1995.